# M. J. Arlidge
Pour les articles homonymes, voir Arlidge.
M. J. Arlidge ou Matthew Arlidge, né le 10 octobre 1974 à Londres, est un écrivain, un scénariste et un producteur britannique, connu pour sa série policière consacrée à l'officier de police Helen Grace et pour son travail de producteur et scénariste pour la télévision britannique.

## Biographie
Il naît en 1974 à Londres. Il étudie la littérature anglaise au St John's College de l'université de Cambridge. Il étudie ensuite la production cinématographique et télévisuelle à l'université de Bristol.
Il travaille d'abord comme producteur et scénariste pour la télévision britannique, obtenant le succès avec la série télévisée policière Cape Wrath en 2007. Il travaille également sur la série télévisée Mistresses et signe des épisodes de la célèbre série télévisée policière Affaires non classées (Silent Witness).
En 2014, il publie Am stram gram (Eeny Meeny), le premier volume d'une série policière consacrée aux enquêtes d'Helen Grace, officier de police dans la ville de Southampton dans le comté d'Hampshire.

## Œuvre

### Romans

#### SérieHelen Grace
1. Eeny Meeny (2014) Publié en français sous le titre Am stram gram, traduction de Élodie Leplat, Paris, Les Escales, coll. « Les Escales noires », 2015 ; réédition, Paris, 10/18 no 5047, 2016
2. Pop Goes the Weasel (2014) Publié en français sous le titre Il court, il court, le furet, traduction de Étienne Menanteau, Paris, Les Escales, coll. « Les Escales noires », 2016 ; réédition, Paris, 10/18 no 5179, 2017
3. The Doll's House (2015) Publié en français sous le titre La Maison de poupée, traduction de Séverine Quelet, Paris, Les Escales, coll. « Les Escales noires », 2017 ; réédition, Paris, 10/18 no 5303, 2018
4. Liar Liar (2015) Publié en français sous le titre Au feu, les pompiers, traduction de Séverine Quelet, Paris, Les Escales, coll. « Les Escales noires », 2018 ; réédition, Paris, 10/18 no 5412, 2019
5. Little Boy Blue (2016) Publié en français sous le titre Oxygène, traduction de Séverine Quelet, Paris, Les Escales, coll. « Les Escales noires », 2019 ; rééd., Paris, 10/18 n° 5518, 2020
6. Hide and Seek (2016) Publié en français sous le titre À cache-cache, traduction de Séverine Quelet, Paris, Les Escales, coll. « Les Escales noires », 2020 (ISBN 978-2-36569-505-3) ; rééd., Paris, 10/18, coll. « Domaine policier » n° 5645, 2021, 406 p.,  (ISBN 978-2-264-07778-3)
7. Love Me Not (2017) Publié en français sous le titre À la folie, pas du tout, traduction de Séverine Quelet, Paris, Les Escales, coll. « Les Escales noires », 2020
8. Down to the Woods (2018) Publié en français sous le titre Loup y es-tu ? , traduction de Séverine Quelet, Paris, Les Escales, coll. « Les Escales noires », 2021, 384 p.  (ISBN 978-2-36569-551-0)
9. All Fall Down (2020) Publié en français sous le titre 60 minutes, traduction de Séverine Quelet, Paris, Les Escales, coll. « Les Escales noires », 2022, 496 p.,  (ISBN 978-2-36569-575-6) ; rééd., Paris, 10/18 n° 5877, 02/2023, 549 p.  (ISBN 978-2-264-07973-2)
10. Truth or Dare (2021) Publié en français sous le titre Action ou Vérité, traduction de Séverine Quelet, Paris, Les Escales, coll. « Les Escales noires », 2023, 528 p.  (ISBN 978-2-36569-723-1)
11. Cat and Mouse (2022) Publié en français sous le titre Quand le chat n'est pas là..., traduction de Séverine Quelet, Paris, Les Escales, coll. « Les Escales noires », 2024
12. Forget Me Not (2024)) Publié en français sous le titre Ainsi font font font, traduction de Séverine Quelet, Paris, Les Escales, coll. « Les Escales noires », 2025

#### Autres romans
1. A Gift for Dying (2019) Publié en français sous le titre Derniers Sacrements, traduction de Séverine Quelet, Paris, France loisirs, 2019 ; rééditions Les Escales, coll. « Les Escales noires », 2019 ; Paris, 10/18, 2020
2. Eye for an Eye (2023) Publié en français sous le titre Œil pour œil, traduction de Séverine Quelet, Paris, Les Escales, coll. « Les Escales noires », 2024

### Novellas

#### SérieHelen Grace
- No Way Back (2016) Publié en français sous le titre Point de non-retour, traduction de Séverine Quelet, Paris, 12-21, 2021, exclusivité numérique,  (ISBN 9782823881622); version audio lue par Valérie Muzzi. Lizzie, 03/2021. MP3.  (ISBN 9791036615764)
- Running Blind (2017) Publié en français sous le titre Chasse à mort, traduction de Séverine Quelet, Paris, 12-21, 2021, exclusivité numérique,  (ISBN 9782823881639) sous le titre Course à l'aveugle; version audio lue par Valérie Muzzi. Lizzie, 03/2021. MP3.  (ISBN 9791036615771) ; rééd. Pocket Bilingue  n°12822, 06/2022, 222 p.  (ISBN 978-2-266-32744-2)

## Filmographie

### Comme producteur

#### Séries télévisées
- 2007 : Cape Wrath
- 2008 : Mistresses
- 2010 : The Little House
- 2014 : Undeniable (en)

#### Téléfilms
- 2005 : Like Father Like Son de Nicholas Laughland
- 2005 : Under the Greenwood Tree de Nicholas Laughland
- 2007 : Kitchen de Kieron J. Walsh

### Comme scénariste

#### Séries télévisées
- 2007 : Cape Wrath
- 2015 – 2018 : Affaires non classées (Silent Witness), six épisodes
- 2018 : Innocent

## Récompenses et distinction
- Festival Polar de Cognac 2019 : Prix polar du meilleur roman international pour Oxygène

## Crédit d'auteurs
- (en) Cet article est partiellement ou en totalité issu de l’article de Wikipédia en anglais intitulé « M. J. Arlidge » (voir la liste des auteurs).